# Rezerwat przyrody Filipovické louky
Rezerwat przyrody Filipovické louky (cz. Přírodní rezervace Filipovické louky; popularna nazwa pol. Rezerwat przyrody Łąki Filipowickie) – rezerwat przyrody, znajdujący się w paśmie górskim Wysokiego Jesionika (cz. Hrubý Jeseník), w północno-wschodnich Czechach, w Sudetach Wschodnich, na Śląsku, w pobliżu osady Filipovice, w powiecie Jesionik (cz. Okres Jeseník), położony na stoku północno-wschodnim góry Točník, oddalony o około 1,5 km na północny wschód od jego szczytu.

## Charakterystyka
Rezerwat znajduje się w obrębie wydzielonego obszaru objętego ochroną o nazwie Obszar Chronionego Krajobrazu Jesioniki (cz. Chráněná krajinná oblast (CHKO) Jeseníky), a utworzonego w celu ochrony utworów skalnych, ziemnych i roślinnych oraz rzadkich gatunków zwierząt, położony w części (mikroregionie) Wysokiego Jesionika o nazwie Masyw  Keprníka (cz. Keprnická hornatina). Rezerwat przyrody Filipovické louky położony jest na wysokościach (663–677) m n.p.m. stoku północno-wschodniego góry Točník o nachyleniu stoku około 7%, blisko zabudowań osady Filipovice i ma powierzchnię 2,19 ha (ze strefą ochronną nawet 2,81 ha), będąc jednym z mniejszych rezerwatów przyrody Wysokiego Jesionika. Rezerwat został utworzony 8 listopada 1990 roku w celu ochrony podmokłej i torfowiskowej łąki, chroniącej przede wszystkim rzadkie gatunki płazów w otoczeniu rzadkiej roślinności wysokogórskiej. Na obszarze rezerwatu znajduje się niewielki staw oraz parę oczek wodnych, będących prawdopodobnie pozostałością po eksploatacji torfu. Przez rezerwat płynie również krótki, nienazwany potok. W 2013 roku powstał plan zarządu i ochrony rezerwatu sporządzony przez Służbę Ochrony Przyrody Republiki Czeskiej (cz. Agentura ochrany přírody a krajiny České republiki) na lata 2014–2033. 
Z uwagi na ochronę cennego ekosystemu, poruszanie się w rezerwacie nie jest zalecane. Przez rezerwat nie poprowadzono żadnej ścieżki dydaktycznej. Przy jego granicy przebiega niebieski szlak turystyczny  na trasie:
 Lipová-lázně – góra Sněhulák – góra Strmý – góra Obří skály – góra Šerák – przełęcz Sedlo pod Keprníkem – góra Šumný – góra Točník – Filipovice

### Flora

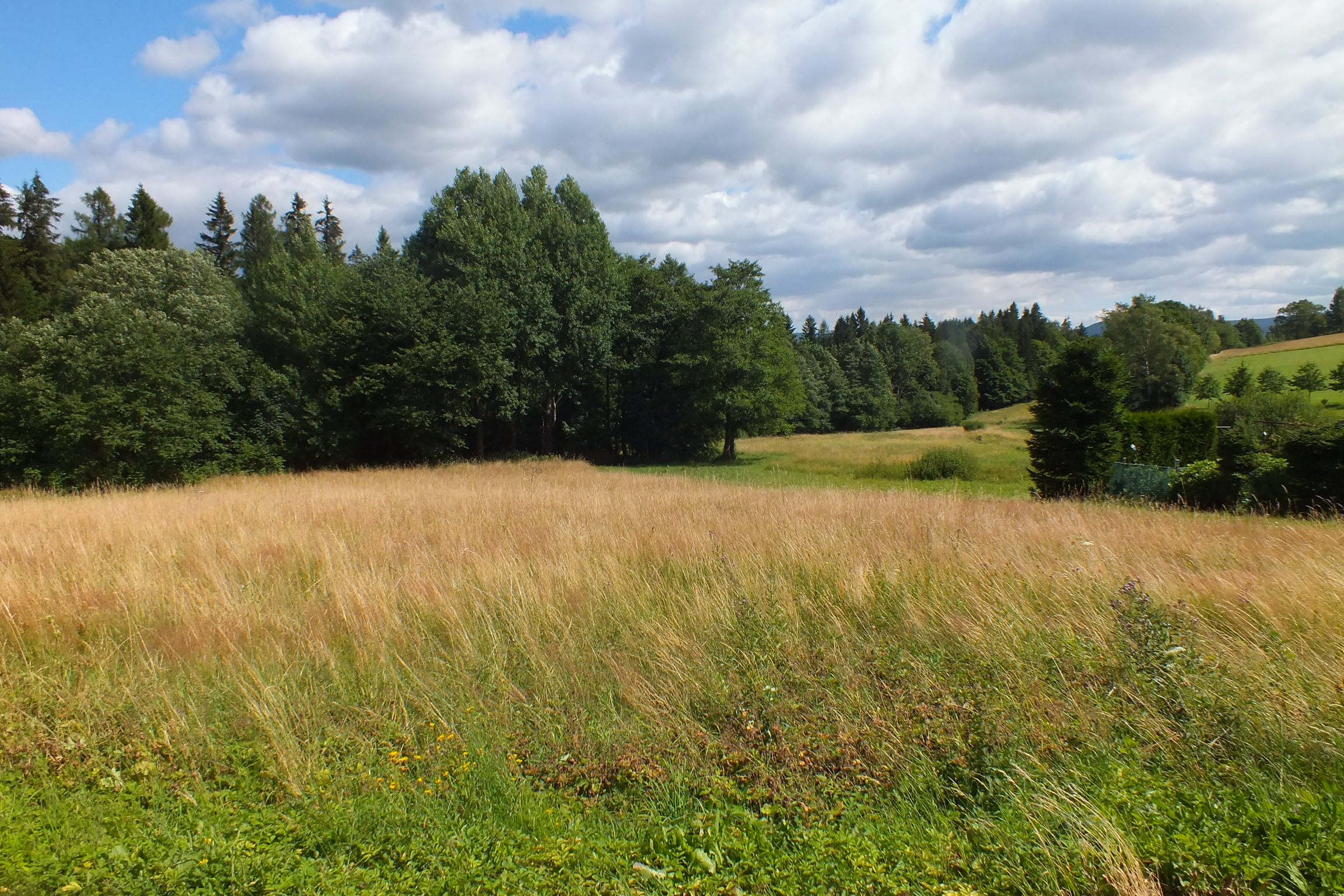
Perspektywa na rezerwat przyrody Filipovické louky (2015 rok)

Z większych roślin w rezerwacie występują tu m.in.: olsza (łac. Alnus Mill.), jesion (Fraxinus L.), brzoza (Betula L.), świerk pospolity (Picea abies), klon jawor (Acer pseudoplatanus) i wierzba siwa (Salix eleagnos), z mniejszych m.in. kukułka Fuchsa (Dactylorhiza fuchsii), kukułka szerokolistna (Dactylorhiza majalis), gółka długoostrogowa (Gymnadenia conopsea), wroniec widlasty (Huperzia selago), podkolan biały (Plantahera bifolia), przywrotnik prawie nagi (Alchemilla glabra), turzyca darniowa (Carex cespitosa), turzyca żółta (Carex flava), wierzbownica błotna (Epilobium palustre), wełnianka wąskolistna (Eriophorum angustifolium), listera jajowata (Listera ovata), kozłek dwupienny (Valeriana dioica), przetacznik górski (Veronica montana) czy fiołek błotny (Viola palustris). 

### Fauna
W rezerwacie występuje wiele chronionych gatunków zwierząt, m.in. ptaki: gnieżdżący się w łąkach derkacz zwyczajny (Crex crex) czy węże: zaskroniec zwyczajny (Natrix natrix) i żmija zygzakowata (Vipera berus) oraz płazy: traszka karpacka (Lissotriton montadoni), traszka górska (Mesotriton alpestris),  żaba trawna (Rana temporaria) i salamandra plamista (Salamandra salamandra). Niewielka część lasu znajdującego się w obszarze rezerwatu jest miejscem występowania nietoperzy.